# Гороховский сельсовет (Курганская область)
Горо́ховский сельсовет — упразднённые административно-территориальная единица и муниципальное образование со статусом сельского поселения в составе Юргамышского района Курганской области.
Административный центр — село Горохово.
С 23 декабря 2021 года Законом Курганской области от 10.12.2021 № 143 муниципальный район был преобразован в муниципальный округ, сельсовет упразднён.

## История
В соответствии с Законом Курганской области от 6 июля 2004 года № 419 сельсовет наделён статусом сельского поселения.

## Население
| 1989  | 2002  | 2004  | 2010  | 2012  | 2013  | 2014  |
| ----- | ----- | ----- | ----- | ----- | ----- | ----- |
| 1667  | ↘1416 | ↗1417 | ↘1162 | ↘1149 | ↘1129 | ↘1089 |
| 2015  | 2016  | 2017  | 2018  | 2019  | 2020  |       |
| ↘1065 | ↘1043 | ↘1034 | ↗1040 | ↘1014 | ↘981  |       |

## Состав сельского поселения
| № | Населённый пункт | Тип населённого пункта       | Население |
| - | ---------------- | ---------------------------- | --------- |
| 1 | Горохово         | село, административный центр | ↘1051     |
| 2 | Ерохина          | деревня                      | ↘26       |
| 3 | Ждановка         | деревня                      | ↗2        |
| 4 | Красикова        | деревня                      | ↗83       |

## Археология
По материалам городища Чудаки (Гороховское) у села Горохово на реке Юргамыш получила название гороховская культура раннего железного века (VI—III века до н. э.).  Чудаки было сезонным поселением, с тонким и слабо окрашенным культурным слоем, незначительно насыщенным находками, среди которых известны кости верблюда. Гороховская культура восходит к межовской культуре бронзового века, но носит следы явного влияния кочевников. Исчезновение гороховской культуры интерпретируется как миграция её носителей на Южный Урал в IV—III веках до н. э. под давлением носителей саргатской культуры.